# Sebastes lentiginosus
Sebastes lentiginosus és una espècie de peix pertanyent a la família dels sebàstids i a l'ordre dels escorpeniformes.

## Etimologia
Lentiginosus vol dir ple de pigues en llatí i fa referència a les seues taques de color verd oliva.

## Descripció
Fa 23 cm de llargària màxima i és de color marró o marró ataronjat amb una superfície dorsal fosca mentre es viu. 34-39 branquiespines. 17 radis a les aletes pectorals i 12 a la dorsal. 5-6 taques clares al dors, les quals i sota l'aigua són de color blanc mentre que, després de la captura, es tornen de color rosat. Les darreres anàlisis morfològiques i de l'ADN mitocondrial indiquen que aquesta espècie està estretament emparentada amb Sebastes umbrosus i que totes dues espècies poden haver divergit entre fa 500.000 i 200.000 anys.

## Reproducció
Té lloc entre el febrer i el maig, és de fecundació interna i vivípar.

## Alimentació
El seu nivell tròfic és de 3,21.

## Hàbitat i distribució geogràfica
És un peix marí, demersal (entre 33 i 168 m de fondària) i de clima subtropical, el qual viu al Pacífic oriental central: des de l'Illa Santa Catalina (Califòrnia) fins a l'illa Guadalupe (Baixa Califòrnia, Mèxic), incloent-hi el corrent de Califòrnia.

## Observacions
És inofensiu per als humans, el seu índex de vulnerabilitat és moderat (38 de 100) i té una longevitat de 22 anys.